# Enterokok
Enterokok (Enterococcus) je rozsáhlý rod bakterií mléčného kvašení z kmene Firmicutes. Jsou to grampozitivní koky, které se často vyskytují v párech či krátkých řetězcích. Jsou fakultativně anaerobní organismy - mohou žít v prostředí na kyslík jak chudém, tak bohatém.
Tento rod bakterií je vzhledově podobný streptokokům a jeho příslušníci byli do roku 1984 klasifikováni jako streptokoky skupiny D, o samostatnosti rodu rozhodla až analýza rodové DNA.
Produkují želatinázu (jedna z kolagenáz), adheziny a tvoří biofilm.
Dva druhy enterokoků se běžně vyskytují v lidské střevní mikroflóře - E. faecalis (90-95%) a E. faecium (5-10%).
Enterokoky mohou způsobit zánět močových cest, infekční endokarditidu, divertikulitidu a meningitidu. Tyto nemoci se léčí antibiotiky, některé enterokoky jsou však vůči antibiotikům rezistentní. Většina enterokoků je citlivá na ampicilin, gentamicin a vankomycin. U enterokoků rezistentních k vankomycinu (VRE - vankomycin rezistentní enterokoky) se podává linezolid.
Bakterie rostou na selektivním Stanetz-Bartleyho agaru, kde jsou červené.
Přítomnost enterokoků ve vodě je jedním z indikátorů znečištění vody fekáliemi a tato voda není vhodná k pití. 